# 블레즈 상드라르

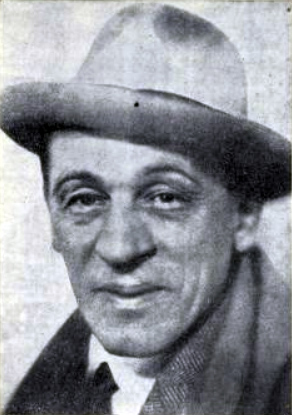

블레즈 상드라르(Blaise Cendrars, 1887년 9월 1일 ~1961년 1월 21일)는 스위스에서 태어나 프랑스에 귀화한 시인이자 소설가다.

## 어린 시절
블레즈 상드라르는 스위스의 뇌샤텔주에 있는 라쇼드퐁에서 불어를 구사하던 부르주아 집안에서 태어났다. 본명은 프레데리크루이 소제(Frédéric-Louis Sauser)이다. 부모님은 그를 독일 기숙학교에 보내려고 했지만 도망치고 만다. 그 후에도 부모님은 그를 뇌샤텔에 있는 학교에 입학을 시켜보기도 하지만 그는 공부에 전혀 흥미를 갖지 못했다. 1904년 결국 그는 학교를 떠나고 러시아로 간 뒤 그 곳에서 스위스 시계를 만드는 장인의 견습공이 된다.
상드라르는 러시아로 간 후 상트 페테르부르크에서 글을 쓰기 시작한다. 이는 러시아 국립 도서관의 한 사서가 배푼 도움에 감사하고자 시작한 일이었는데 그는 이 곳에서 La Légende de Novagorode(The legend of Novogorod)라는 시를 쓴다. 소문에 의하면 14부가 인쇄 되었다고 하지만 상드라르 자신은 한 부도 인쇄하지 않았다고 한다. 실제로 그의 생전에 단 한권도 발견되지 않았다. 그러나 1995년 불가리아의 시인 Kiril Kadiiski가 Sofia지역에서 러시아어로 번역된 판 본을 찾았다고 한다. 오늘 날까지 문서의 진위여부는 판별중이다.1907년 그는 스위스로 돌아오고 베른 대학에서 약학을 공부한다. 이 때 그는 공식적으로 인정된 그의 처녀 시 Sequences를 쓴다. 이 후 그는 프랑스로 가서 얼마간 파리에 머물게 된다. 그리고 1911년 12월 11일 뉴욕으로 가게 된다. 1912년 2월 6~8일 사이에 그는 장편시 Les Pâques à New York를 쓴다. 이 시는 현대 문학에 기여한 그의 첫 번째 시이며 동시에 처음으로 Blaise Cendrars라는 이름으로 서명을 하기도 한다.
그는 1912년 여름 파리로 돌아오게 되고 이 무렵 '시'를 쓰는 일이야말로 천직이라고 생각한다. 그는 한 무정부주의자 작가,Emil Szittya,와 함께 Les Hommes Nouveaux라는 출판사를 설립하고 자신의 두 시집 Les Pâques à New York와 Séquences를 출판한다. 그는 곧 많은 파리의 예술가들, Chagall, Léger, Survage, Modigliani, Csaky, Archipenko, Jean Hugo, Robert Delaunay, 과 친구가 된다. 이 무렵 그는 Guillaume Apollinaire를 만난다. 두 시인은 서로의 시 세계에 깊이 영향을 미친다. 일례로 상드라르의 시,Les Pâques à New York,는 Apollinaire의 시 Zone에 결정적인 영향을 준다. 상드라르는 사진같이 강렬한 인상과 특별한 주제, 그리고 향수(고향을 그리워 하는 마음)와 환상이 혼합된 듯한 형태의 시 세계를 추구하였고 그는 다양한 시선으로 세상을 바라 보았다. 1913년 그는 The Prose of the Transsiberian and of the Little Jehanne of France라는 장편 시를 통해 자신의 시 세계를 입증한다. 그의 작품에는 화가, Sonia Delaunay-Terk, 가 삽화를 그려 넣었다. 이러한 시도는 향 후 등장하게 되는 추상표현주의로 나아가기 위한 실험적인 성격을 갖고 있기 때문에 중요한 평가를 받는다. Gertrude Stein라는 작가는 후에 피카소의 작품 중 특정 부분에 자신의 시를 쓰기도 한다. 상드라르는 자신의 산문시 150부를 펼쳐놓으면 에펠탑과 같은 높이가 된다고 말하기를 즐겼다.

## 외팔이 시인
그의 저작 활동은 1차 세계 대전으로 인해 중단된다. 전쟁이 발발하자 그와 이탈리아 작가,Ricciotto Canudo,는 다른 외국의 예술인들에게 프랑스 군으로서 참전하길 호소한다. 그는 전쟁에 참여하고자 French Foreign Legion으로 자원입대한다. 이는 프랑스 군에 입대하고자 하는 외국인들을 대상으로 한 부대였다. 그는 Somme전선으로 전방 배치되고 그 곳에서 1914 12월부터 1915 2월까지 전투를 수행하였고 이 후 Frise전선으로 재배치된다. 그는 이 때의 경험을 그의 작품 La Main Coupée ("The Severed Hand") 과J'ai Tué ("I have Killed")에서 표현한다. 그는 전투가 치열하던 1915년 9월 Chanpagne지역에서 그의 오른 쪽 팔을 잃고 군에서 강제 전역 당한다.
장 콕토는 그를 Eugenia Errázuriz에게 소개하여 후원을 받게 해주었다. 1918년 즈음 그는 그녀의 집을 방문하게 되는데 그녀의 집에서 실내장식에 심취하게 된다. 그녀의 방은 파블로 피카소의 그림들로 장식되어있었는데 이에 영감을 얻고 D'Oultremer à Indigo를 쓴다. 그는 이 시기의 예술인들에게 창조력을 불어넣어 줄 정도로 중요한 인물이었고 그의 작품 또한 예술계가 새로운 현대 문학의 시대로 나아갈 수 있도록 도움을 주었다. 그는 Henry Miler 뿐 아니라 파리에 살던 수 많은 작가, 화가, 조각가들의 친구이기도 했다. 훼밍웨이 또한 그와 알고 지냈는데 훼밍웨이는 상드라르에 대한 인상을 '그의 코는 부러진 복서의 코와 같았고 그의 한 쪽 소매는 놀랍게도 비어있었지만 반대쪽 손으로 담배를 이리저리 돌리고 있었다.'라고 표현했다.
전쟁이 끝난 후 그는 이탈리아, 프랑스, 미국을 떠돌며 영화산업에 손을 대었다. 충분한 수입이 필요했던 그는 1925년 시 쓰기를 중단하고 단편소설이나 장편소설 집필에 몰두하였다. 이후 2차 세계대전에서 그의 어린아들이 죽게 되고 그 또한 게슈타포의 추격을 받게 된다. 2차 대전이 끝나고 몇 편의 소설을 출판하지만 1957년에 뇌졸중으로 쓰러지게 되고 1961년에 사망한다.

## 같이 보기
- 르 몽드가 선정한 세기의 도서 100권